# Andorra por el Cambio
Andorra por el Cambio (en catalán: Andorra pel canvi, APC) fue un partido político andorrano. Que se presentó como una plataforma abierta a todos los tipos de pensamientos políticos y opiniones. El partido estaba a favor de que el país permaneciera siendo un paraíso fiscal, por ello estaba en contra de alteraciones en el sistema fiscal.
En las elecciones de 2009 para renovar el Consejo General de Andorra, el partido consiguió 3 diputados, convirtiéndose así en la llave electoral para sumar la mayoría en el Consejo General de Andorra y poder formar gobierno.

## Historia
El partido se constituyó en 2008 bajo el liderazgo del empresario Eusebio Nomen Calvet, y se presentó a las elecciones del año siguiente. Con el apoyo de Renovación Democrática, el APC obtuvo tres escaños. El partido inicialmente apoyó al gobierno del Partido Socialdemócrata de Jaume Bartumeu, pero luego retiró su apoyo, lo que provocó que el gobierno tuviera problemas para aprobar el presupuesto del estado. Tras el rechazo al presupuesto de 2011 por parte del Consejo General, se convocaron elecciones anticipadas. En esas elecciones, el partido perdió los tres escaños. El partido no se presentó a más elecciones, y el fundador del partido, Eusebio Nomen Calvet, se fue para fundar el soberanista Andorra Soberana el 20 de enero de 2019, compitiendo en Canillo en las elecciones de ese mismo año. La lista no obtuvo ningún escaño. La marca comercial de APC en su nombre y logotipo expiró el 22 de enero de 2020, sin renovación, dejando al partido efectivamente extinto.

## Resultados electorales

### Consejo General de Andorra
| Elecciones | Cabeza de lista      | Votos | %     | Escaños | +/– | Posición |
| ---------- | -------------------- | ----- | ----- | ------- | --- | -------- |
| 2009       | Eusebio Nomen Calvet | 2 768 | 18,90 | 3/28    | 3   | 3.ª      |
| 2011       | Eusebio Nomen Calvet | 1 040 | 6,70  | 0/28    | 3   | 4.ª      |

## Consejeros generalesmiembros del APC (2009-2011)
- Eusebio Nomen Calvet
- Josep Maria Brigué
- Josep Oscar Encuentra